# 湯价
湯价（16世紀—16世紀），號鶴峰，廣東廣州府增城縣北門外人，明朝政治人物。

## 生平
湯价是嘉靖七年（1528年）戊子科廣東鄉試舉人，授靖州知州，在麻陽之役從征有功，選授登州同知，因路途遙遠超過抵任限期改任慶遠同知，不久卻因與巡鹽御史袁某不和而辭官，離任時人民建亭塑像紀念。他在官期間總在地方釐剔奸弊，修舉廢墜，致仕後不前往公庭，拒絕姪子某以訴訟求庇護，又曾和縣紳盧應科、周校等人倡建南山鳳塔，撥出名下田地數十畝充當修葺費，縣人紀念其功，在南山下建「崇德祠」祭祀三人，著有《群書輯要》、《慎思錄》。

## 引用
1. 1 2  民國《增城縣志·卷十九·人物二》：湯价，號鶴峰，文經次子，嘉靖戊子舉人，始任湖廣靖州知州，麻陽之役從征有功，選山東登州同知，以途遠過限改調廣西慶遠府同知，在任為巡鹺袁公所齮齕棄官，去之日民搆亭塑像以誌去思，价在官喜任事，所至釐剔奸弊，修舉廢墜，及致仕家居恬淡自適，語不及私門，有姪某以訟事求庇，正色拒之，嘗與邑紳盧應科、周校諸前輩倡建南山鳳塔，自撥田數十畝以為修葺費，邑人念其功建祠於南山下以祠三人，名曰「崇德祠」，今祠圯，其田歸三學邑紳士，乃於每歲二八月詣祠故址書銜祀焉，少嘗從甘泉先生，遊得二業合一之旨，作《群書輯要》，又著有《慎思錄》行于世。 據采訪冊